# Diputación Provincial de Cuenca
La Diputación Provincial de Cuenca es el órgano institucional propio de la provincia de Cuenca y al que corresponden el Gobierno y la administración autónoma de los municipios que conforman la provincia conquense. La Diputación de Cuenca fue creada en 1835, como consecuencia de la división territorial de España en 1833.
Ejerce competencias en materia de Obras Públicas o Educación, así como funciones intermedias entre los municipios y la Administración regional y del Estado.
Tiene su sede en el Palacio la Diputación, sito en la calle Aguirre n.º 1 en la ciudad de Cuenca.
Desde junio de 2019, el presidente es Álvaro Martínez Chana (PSOE).

## Funcionamiento
La actuación política está presidida por tres principios fundamentales: servir a los ayuntamientos, sobre todo a los más pequeños; propiciar el entendimiento y la colaboración con otras administraciones, y sobre todo, mantener un diálogo permanente con la sociedad a través de las asociaciones, organizaciones, colectivos, etc, para asegurar un desarrollo sostenido para toda la provincia.
La Diputación Provincial de Cuenca acomete sus competencias mediante distintos Órganos y entidades.

### Presidente
El Presidente, tiene el cometido de representar a la Institución.
Han sido presidentes de la Diputación:
| PRESIDENTES DE LA DIPUTACIÓN EN LA DEMOCRACIA | PRESIDENTES DE LA DIPUTACIÓN EN LA DEMOCRACIA | PRESIDENTES DE LA DIPUTACIÓN EN LA DEMOCRACIA | PRESIDENTES DE LA DIPUTACIÓN EN LA DEMOCRACIA |
| Años                                          | Nombre                                        | Partido político                              | Partido político                              |
| --------------------------------------------- | --------------------------------------------- | --------------------------------------------- | --------------------------------------------- |
| 1979-1983                                     | Ángel Álvaro Pérez                            | UCD                                           |                                               |
| 1983-1987                                     | Pedro Saugar Muñoz                            | AP                                            |                                               |
| 1987-1991                                     | Julián Córdoba Huerta                         | PSOE                                          |                                               |
| 1991-1995                                     | Mariano Arribas Redondo                       | PSOE                                          |                                               |
| 1995-1999                                     | Marina Moya Moreno                            | PP                                            |                                               |
| 1999-2003                                     | Luis Muelas Lozano                            | PSOE                                          |                                               |
| 2003-2007                                     | Luis Muelas Lozano                            | PSOE                                          |                                               |
| 2007-2011                                     | Juan Ávila Francés                            | PSOE                                          |                                               |
| 2011-2015                                     | Benjamín Prieto Valencia                      | PP                                            |                                               |
| 2015-2019                                     | Benjamín Prieto Valencia                      | PP                                            |                                               |
| 2019-                                         | Álvaro Martínez Chana                         | PSOE                                          |                                               |

PRESIDENTES DE LA DIPUTACIÓN DESDE  1940 A 1975
Desde 1940 hasta 1975, han sido presidentes de la Diputación, entre otros, Manuel Lledó Briz, Guillermo Ruipérez del Gállego,  Rodrigo Lozano de la Fuente, José Luis Álvarez de Castro,  Alfonso Muñoz Durán, Constantino Palomino de Lucas y Alejandro de la Cruz Armuña durante unos meses.

### Vicepresidentes
Los Vicepresidentes, se encargan de sustituir al Presidente, por ausencia, enfermedad o vacante.

### Pleno
Encabezado por el presidente y formado por los diputados provinciales, el Pleno, se encarga de gestionar los intereses económico-administrativos de su competencia. Todas las decisiones siempre se adoptan por votación.
El Pleno de la Diputación de Cuenca, se compone de 25 diputados por tratarse de una provincia con menos de 500.000 habitantes.
Los diputados acceden al puesto mediante una elección de segundo grado, es decir, primero tienen que ser elegidos concejales de sus ayuntamientos en las elecciones municipales. Y posteriormente, los diputados provinciales se eligen, en cada partido judicial, de entre los concejales de cada partido elegidos en algún municipio del partido judicial.
Para el reparto de los 25 escaños del Pleno, la provincia se divide en cuatro partidos judiciales.
Cada partido judicial tiene asignado un número determinado de diputados provinciales con arreglo a la población existente en cada uno de ellos. Así, al partido judicial de Cuenca le corresponden 10 diputados, mientras que los de Tarancón, Motilla del Palancar y San Clemente, tienen 5 respectivamente.
En la actualidad de los 25 escaños, 13 corresponden al Partido Socialista Obrero Español, 11 al Partido Popular y 1 a Cuenca Nos Une.

### Junta de Gobierno
La Junta de Gobierno es un órgano cuya atribución es la asistencia al Presidente en el ejercicio de sus funciones, aunque también posee carácter de órgano de resolución, siempre que lo haya delegado el propio presidente o el Pleno.

## Composición
| Actual distribución de la Diputación tras las elecciones municipales de 2019 | Actual distribución de la Diputación tras las elecciones municipales de 2019 | Actual distribución de la Diputación tras las elecciones municipales de 2019 | Actual distribución de la Diputación tras las elecciones municipales de 2019 | Actual distribución de la Diputación tras las elecciones municipales de 2019 |
| Partido político                                                             | Votos                                                                        | %                                                                            | Diputados                                                                    |                                                                              |
| ---------------------------------------------------------------------------- | ---------------------------------------------------------------------------- | ---------------------------------------------------------------------------- | ---------------------------------------------------------------------------- | ---------------------------------------------------------------------------- |
| Partido Socialista de Castilla-La Mancha (PSCM-PSOE)                         | 52.639                                                                       | 44,88%                                                                       | 13                                                                           |                                                                              |
| Partido Popular de Castilla-La Mancha (PP-CLM)                               | 42.788                                                                       | 36,48%                                                                       | 11                                                                           |                                                                              |
| Cuenca Nos Une (CNU)                                                         | 6.216                                                                        | 5,30%                                                                        | 1                                                                            |                                                                              |

### Distribución de escaños por partidos judiciales
| Partido judicial     |    |    | Diputados |
| -------------------- | -- | -- | --------- |
| Cuenca               | 5  | 5  | 10        |
| Motilla del Palancar | 3  | 2  | 5         |
| San Clemente         | 2  | 3  | 5         |
| Tarancón             | 3  | 2  | 5         |
| Total                | 13 | 12 | 25        |

## Organismos Autónomos
Dirigidos por un diputado provincial del grupo de Gobierno.
Patronato de Desarrollo Provincial.
Organismo de Gestión Tributaria y Recaudación, creado en el año 1998.
En 2012 se extinguió el Patronato de Estudios Profesionales y Humanísticos.

## Consorcios
Dispone de los siguientes consorcios, para servicios con fines de interés público y común:
El Servicio de Extinción de Incendios, Protección Civil y Emergencias de la Provincia de Cuenca, un Consorcio denominado Cuenca 112.
El Consorcio de Residuos Sólidos Urbanos de la Provincia de Cuenca.
En 2012 se extinguió el  Consorcio de Infraestructuras Deportivas.

## Palacio de la Diputación
En los albores del siglo XX, se terminó de construir el Palacio Provincial, cuyas obras se habían iniciado veinte años atrás, exactamente el 6 de junio de 1881, cuando se habla de buscar un edificio en la ciudad que tuviera determinadas características para instalar en él la Diputación y, en el caso de no encontrar uno apropiado, se procedería a erigir uno de nueva planta, pues el que ocupaba hasta ese momento, que era el antiguo convento de los Carmelitas Descalzos, estaba en tan mal estado que incluso les impedía, según sus propias palabras, dar a los actos públicos aquel decoro que le corresponde.
Finalmente se desechó la idea de buscar un edificio y se optó por levantar uno de nueva planta e inmediatamente se comenzó a buscar un solar. En 1890, por medio de un acuerdo municipal, el Ayuntamiento de Cuenca cede el jardín conocido como "La Glorieta", de 10.279 metros cuadrados, en el antiguo Campo de San Francisco, como emplazamiento definitivo para el proyectado palacio de la Diputación Provincial de Cuenca por el precio de 80.000 pesetas.
El proyecto, realizado por el arquitecto provincial Rafael Alfaro, una vez fue estudiado por la Comisión nombrada para tal efecto, se aprobó en la sesión celebrada el 5 de abril de 1892.
Alfaro ideó un edificio con una sencilla fachada de dos plantas, en la que destaca el cuerpo central. Tiene un ligero recuerdo de la Biblioteca Nacional de Madrid por el tratamiento resaltado del centro aunque, evidentemente, muy simplificado. En la disposición de los huecos hay equilibrio y proporción. Asimismo, la planta está ordenada con gran simetría en torno a un eje, en el que se inserta un amplísimo salón. A la escalera principal le dio gran monumentalidad. En este primer proyecto, Alfaro destinó una sala para Museo Provincial y otra para la Comisión de monumentos artísticos e históricos.
Cuando ya habían transcurrido tres años desde que el proyecto fuera aprobado, se alzó la voz de un diputado diciendo que era excesivamente grande porque comprende un salón regio que ocupa demasiado, lo que más hace que el presupuesto sea muy subido y propuso que el palacio se construyera según un croquis que el arquitecto había presentado tiempo atrás, concretamente el 19 de marzo de 1884, por ser más barato sin faltar en nada a la comodidad y decoro que exige el palacio de una Diputación.
Esta propuesta fue aceptada y Alfaro, basándose en ese dibujo, elaboró un segundo proyecto que, realmente, se aparta muy poco de su primera idea, y redactó una nueva memoria que firma el 24 de junio de 1885.
Alfaro presenta un nuevo trazado de la fachada principal elevando el pabellón central con un friso en mármol sobre el que se colocarán letras de molde, una cornisa y el escudo del primitivo proyecto.
Se modificará el balcón de la fachada y, del interior, la tribuna del salón de sesiones ampliándose su capacidad. Sin embargo, uno de los cambios que más influyó en el aspecto final del edificio, fue el que Alfaro propuso con respecto a la cubierta sustituyendo la teja árabe por la romboidal de zinc con el fin de "armonizar" el conjunto.
En cuanto al escudo que corona el edificio, en 1892 se dictarán las normas de su diseño definitivo que consistirán en la división del campo en cuatro cuarteles, y la desaparición del compás que se situaba al lado del libro del Fuero de Cuenca manteniéndose el resto de los elementos. El escudo y la corona se labran en mármol blanco de Carrara por el marmolista Andrés Liría que hará, posteriormente, todos los elementos que de este mismo material pueden verse en el palacio.
En el exterior, hay alguna variante de cierto interés entre el primero y el segundo proyecto: por ejemplo, el mayor énfasis dado a la tendencia horizontal reforzada tanto por la duplicación en la longitud de las alas, soluciones éstas que, junto a una depuración de las molduras, le prestan cierto aire de severidad. 
En 1900, Rafael Alfaro renuncia a la plaza de arquitecto municipal sucediéndole desde ese momento numerosos arquitectos que intervendrán, en mayor o menor medida, en el aspecto final del edificio.
Así, por ejemplo, la moldura que remata el chapeado de la escalera principal es diseño de Luis López de Arce. Para rematar la escalera, la Comisión Provincial encargó, mediante concurso, un cuadro que bajo el lema, Mi Patria, pintó Benito López Chust reflejando un episodio histórico sobre la segunda conquista de Cuenca por la tropa de Alfonso IX. La obra fue entregada el 1 de diciembre de 1905, ocho meses después de fallado el concurso, con un coste total de mil cuatrocientas pesetas.
Con motivo del anuncio de la visita de Alfonso XIII a la ciudad en mayo de 1905, se aceleraron las obras para poder recibir al rey. Sin embargo, la decoración del salón de sesiones y la última actuación para la definitiva conclusión de las obras del palacio no se iniciará hasta 1912, momento en el que el arquitecto provincial, Roberto García Ochoa, se ofrece para concluir las mismas que, aprobadas en 1915, serán realizadas por los maestros y alumnos de los talleres de carpintería, albañilería y pintura que la Diputación tenía establecidos para dar formación en estos oficios a los acogidos de la Casa de Beneficencia.
Será a partir de 1926 cuando, con la compra del mobiliario, lámparas y tapices se pueda dar por concluido el proyecto que, en 1980, se verá afectado cuando el arquitecto Arturo Ballesteros levante una planta más, en forma de mansarda, para ampliar el espacio disponible.
A grandes rasgos, esta es la historia del palacio provincial de la Diputación de Cuenca, cuya última restauración se inició en 1997 por los alumnos de la Escuela Taller "Campo de San Francisco".

### El interior
Con respecto a la carpintería de taller, obra del maestro Alejandro Ramos, se utiliza madera vieja de pino para puertas y ventanas escogiéndose la de nogal y caoba para las zonas nobles y puertas de entrada.
Los mármoles proceden de canteras de la provincia y, para los artesonados, se emplearán adornos de estaf suministrados por la casa Coll y Molas de Barcelona para ser pintados al óleo o a la chambergo con medias tintas y toques de oro fino, o bien, imitando a madera.
Aunque todavía se prolongarán durante muchos años las obras de pintura, solados, carpintería, electricidad, calefacción etc., en 1898 se encuentran terminados los locales que ocuparán las oficinas de la Corporación. Se produce el traslado los días 18 y 19 de junio, un día después se celebra la primera sesión de la Comisión Provincial y, el 2 de noviembre de este mismo año tiene lugar, en el nuevo edificio la primera sesión de la Diputación en pleno.
Uno de los elementos de mayor calidad artística es la escalera principal y, en especial, su balaustrada formada por setenta y cuatro balaustres cuya fundición fue encargada en 1899 a la casa Orea e hijos de Valencia, que fue rematada con el pasamanos realizado por el ebanista Marcelo Usó.
Este mismo año, Gil Cano realiza la decoración pictórica de los artesonados del techo, y se usa mármol de Portilla cedido gratuitamente por el ayuntamiento para los contrachapados de los muros laterales, que ya no serán los blancos de Carrara. Todo eso ocurre entre los años 1900 y 1902.